# Hungertuch-Preis
Der Hungertuch-Preis war ein Literaturpreis, der ab 1976 vom Kulturdezernat der Stadt Frankfurt am Main und dem an den VS Hessen angegliederten Förderverein deutscher Schriftsteller in Hessen e.V. (1976–1996) „für einen unbekannten Autor“ im deutschen Sprachraum gestiftet und vergeben wurde. Zum Wettbewerb zugelassen waren ausschließlich Erstlingswerke. Den Gewinnern wurde im Rahmen einer öffentlichen Veranstaltung eine Urkunde und eine Originalgraphik überreicht, ob und inwieweit dieser Preis auch mit einem Preisgeld dotiert war, ist unbekannt. Später wurde dieser Preis vermutlich bis etwa Ende der 1980er vom Hessischen Literaturbüro ausgelobt und dann nicht mehr vergeben.
Laut einer Rezension in der taz vom 14. Oktober 1989 war der Hungertuch-Preis seinerzeit „als Gegenpreis zur Frankfurter Buchmesse konzipiert“.

## Preisträger
- 1976: Florian Schwinn
- 1977: Hermann Kinder
- 1978: N.N.
- 1979: Uli Becker
- 1980: N.N.
- 1981: Michael Klaus
- 1982: N.N.
- 1983: Dietmar Füssel
- 1984: Hans Pleschinski (2. Platz bzw. Shortlist u. a.: Reimer Boy Eilers)[4]
- 1985: Hans Thill
- 1986: Heinz G. Hahs
- 1987: Lioba Happel
- 1988: Thomas Hettche
- 1989: Kerstin Specht